# 納氏尖條鰍
納氏尖條鰍（學名：Oxynoemacheilus namiri），為輻鰭魚綱鯉形目條鰍科尖條鰍屬的其中一種。分布於亞洲敘利亞淡水流域，棲息在河川底層水域，生活習性不明。

## 扩展阅读
維基物種上的相關：納氏尖條鰍